# 콰이힝역
콰이힝 (중국어 정체자: 葵興, Kwai Hing) 역은 홍콩 콰이칭 구 콰이충에 위치한 홍콩 지하철 췬완 선의 고가역이다. 콰이퐁 역과 다이워하우 역 사이에 위치해 있으며 근처의 공공아파트 단지에서 이름을 따왔다. 1982년 문을 열었으며, 지하철 개통과 함께 가우룽행 직통 버스 노선이 대부분 운행을 중단할 정도로 많은 지역민들이 이용하였다. 주변 주민들의 지하철 수요를 해소했을 뿐만 아니라 근처 동네와 공장으로의 셔틀버스 운행도 하게 되었다.
역 승강장 밑에는 작은 환승센터가 있는데 근처의 콰이퐁 역에 사람이 점점 몰리는 탓에 이곳의 교통흐름도 조금씩 혼잡을 빚고 있다.

## 역 구조
| U1 승강장 | 상대식 승강장, 왼쪽문 열림 | 상대식 승강장, 왼쪽문 열림      |
| U1 승강장 | 승강장 2                   | → 췬완선 중완 방면 (콰이퐁) →   |
| U1 승강장 | 승강장 1                   | ← 췬완선 췬완 방면 (다이워하우) |
| U1 승강장 | 상대식 승강장, 왼쪽문 열림 |                                 |
| G         | 대합실                     | 출구, 교통환승                  |
| G         | 대합실                     | 고객센터, MTR샵                 |
| G         | 대합실                     | 항셍은행, 자판기, ATM           |

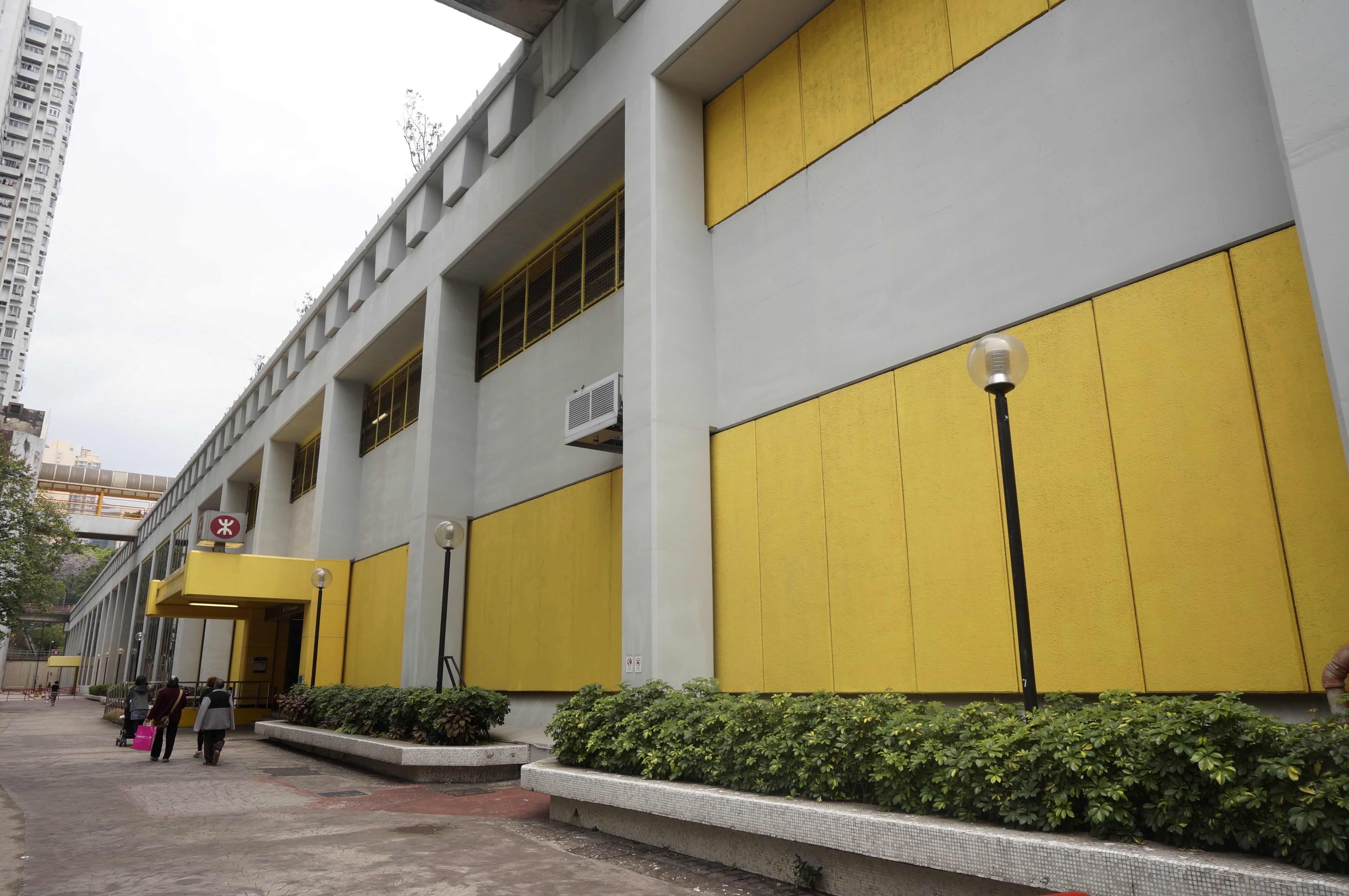
콰이힝 역 외관

선로가 가운데에 놓여있고 1번 승강장과 2번 승강장이 주변에 있는 상대식 승강장 구조다. 홍콩 지하철의 역은 섬식 승강장인 경우가 대부분이지만 이 역은 예외라서, 올바른 방면으로 가려면 대합실에서 별개의 에스컬레이터를 잘 타고 승강장에 올라야 한다.
콰이힝 역은 고가에 자리한 역이다. 이 같은 고가역은 췬완선 내에서는 콰이힝 역 말고도 라이킹 역, 콰이퐁 역 등이 있다. 또한 콰이힝 역의 구조는 콰이퐁 역과 매우 비슷하다.

## 출입구
- A: 콰이힝 로, 밀레니엄 무역센터, 콰이충 센터, 콰이춘쥔
- B: 교통환승센터, 콰이힝 정부청사
- C: 다이워하우 로
- D: 신콰이힝 가든
- E: 콰이칭 로 연결다리[2]

## 교통

### 콰이힝 역 교통환승센터 (출구 B)
미니버스
- 89 - 콰이싱사이 단지 <-> 췬완호퍼이 가
- 89A - 콰이힝 역 <-> 췬완호퍼이 가
- 89B - 콰이싱사이 단지 <-> 췬완 스카이라인 플라자
- 94 - 콰이싱 - 섹와이곡 순환도로
- 94A - 콰이싱 <-> 레이묵슈

버스 (종착노선)
- 37M - 콰이싱 역 ↺ 콰이싱
- 44M - 청온 > 콰이힝 역 (칭이북교 경유)
- 61M - 콰이힝 역 > 야우어이 (남단)
- 240X - 웡나이타우 <-> 콰이힝 역 (피크시간대 한정)
- 272P - 푸헝 > 콰이힝 역 (피크시간대 한정)

버스 (경유노선)
- 30 - 올웨이 가든스 <-> 청사완
- 38 - 콰이싱둥 <-> 핑틴
- 40X - 우카이사 역 <-> 콰이충 단지
- 43 - 청홍 <-> 췬완사이 역
- 43A 청왕 <-> 섹레이
- 44M 청온 <-> 콰이충 단지
- A32 공항 <-> 콰이충 단지
- N31 공항 <-> 췬완 디스커버리 파크